# Nowomykolajiwka (Skadowsk)
Nowomykolajiwka (ukrainisch Новомиколаївка; russisch Новониколаевка Nowonikolajewka) ist ein Dorf im Süden der ukrainischen Oblast Cherson mit etwa 3600 Einwohnern (2001).
Das 1861 gegründete Dorf mit einer Fläche von 4,457 km² liegt auf 28 m Höhe 19 km nordwestlich vom Rajonzentrum Skadowsk und 80 km südlich vom Oblastzentrum Cherson.
Das Dorf liegt an der Regionalstraße P–57 zwischen Skadowsk und Hola Prystan.

## Verwaltungsgliederung
Am 12. Juni 2020 wurde das Dorf zum Zentrum der neugegründeten Landgemeinde Nowomykolajiwka (ukrainisch Новомиколаївська сільська громада/Nowomykolajiwska silska hromada), zu dieser zählten auch noch die 6 in der untenstehenden Tabelle aufgelistetenen Dörfer, bis dahin bildete es die gleichnamige Landratsgemeinde Nowomykolajiwka (Новомиколаївська сільська рада/Nowomykolajiwska silska rada) im Nordwesten des Rajons Skadowsk.
Folgende Orte sind neben dem Hauptort Nowomykolajiwka Teil der Gemeinde:
| Name                     | Name       | Name                     |
| ukrainisch transkribiert | ukrainisch | russisch                 |
| ------------------------ | ---------- | ------------------------ |
| Bilenke                  | Біленьке   | Беленькое (Belenkoje)    |
| Karabulat                | Карабулат  | Карабулат                |
| Mychajliwka              | Михайлівка | Михайловка (Michailowka) |
| Nowosilka                | Новосілка  | Новосёлка (Nowosjolka)   |
| Promin                   | Промінь    | Проминь                  |
| Trud                     | Труд       | Труд                     |